# Stay
Stay (grafički prikazano kao STAY) singl je australskog pjevača i repera The Kida Laroija i kanadskog pjevača Justina Biebera. Objavljen je 9. srpnja 2021. kao prvi singl iz drugog nastavka njegovog debitantskog albuma F*ck Love; F*ck Love 3: Over You.

## Pozadina pjesme
20. rujna 2020. Laroi je podijelio isječak pjesme na prijenosu uživo na Instagramu, nakon čega je uslijedio duži isječak u boljoj kvaliteti koji je prikazan na prijenosu uživo s festivala Rolling Loud 29. listopada 2020. Bieberov doprinos pjesmi otkriven je kasnije, 31. svibnja 2021., a pjesma je u cijelosti procurila na server aplikacije Discord 2. lipnja.
"Stay" označava Laroijev "prvi veći singl" u 2021. i Bieberovo prvo "veće" gostovanje od objavljivanja njegovog Extended playja, Freedom, koji je objavljen u travnju. 3. lipnja, Scooter Braun, koji je bio Bieberov menadžer od početka njegove karijere, postao je i Laroijev menadžer, sve dok ga Laroi nije ubrzo napustio i pridružio se Adamu Leberu u Rebel Managementu 27. rujna.
Laroi je snimio pjesmu otprilike godinu dana prije njezina izdavanja. Snimio ju je dok je provodio vrijeme s producentima Charliejem Puthom, Omerom Fedijem i Blakeom Slatkinom u Slatkinovoj kući. Puth je odsvirao melodiju pjesme na klavijaturi, a Laroiju se na kraju svidjela i htio ju je staviti u produkcijski softver Pro Tools kako bi je upotrijebio za stvaranje pjesme. Smatrao je da je to "vjerojatno 'najorganskiji' način stvaranja pjesme koji sam ikad napravio". Laroi je mislio da će Bieber "zvučati savršeno", pa je otišao u studio u kojem Bieber snima; gdje su u konačnici i završili pjesmu.

## Kritički prijem
Pjesma je općenito dobila pozitivne kritike. Caramanica ga je nazvao "učinkovitijim" parom Laroija i Biebera od njihove prethodne suradnje na "Unstable" s potonjeg šestog studijskog albuma, Justice. Tyler Jenke iz Rolling Stone Australia-je je napisao da je "glatka nova pjesma" "nedvojbeno ona koja opravdava hype". Jordan Rose iz Complexa je vjerovao da pjesma Laroi-ja i Biebera "oslanja na njihove glazbene prednosti". Alex Zidel iz HotNewHipHopa smatrao je da je pjesma "zarazna kao što bi se očekivalo" i mislio je da će to biti "solidna pop ponuda za ljeto". Jason Lipshutz iz Billboarda smatra da pjesma "zvuči kao da bi trebala pomaknuti (Laroija) na novu razinu slave". Autorica Uproxxa, Carolyn Droke, izjavila je da će kombinacija "živahne pjesme" "euforičnog refrena i pokretačkog ritma" učiniti "sljedećom pjesmom ljeta". Rowat je pohvalio Laroijevo i Bieberovo partnerstvo kao "jedno od najboljih iznenađenja godine" i rekao da pjesma "kapitalizira vještine oba pjevača kao falšista". DeVille je opisao pjesmu kao "manično-zaraznu" i mislio je da glazbeno djeluje kao da Laroi "'leti' preko nove granice crossover uspjeha". Curto je pjesmu nazvao "visokoenergičnom, synth-om ispunjenom pop-bangerom". Međutim, kasnije je kritizirao pjesmu da je "jedno od Laroijevih najanonimnijih djela dosad" i zaključio da bi "jednako lako mogla biti hit za izvođače poput The Weeknda ili Posta Malonea".

## Plasman na ljestvicama
| Ljestvice              | Najviša pozicija |
| ---------------------- | ---------------- |
| Argentina              | 35               |
| Australija             | 1                |
| Austrija               | 1                |
| Brazil                 | 3                |
| Belgija                | 1                |
| Češka                  | 3                |
| Danska                 | 1                |
| Finska                 | 1                |
| Francuska              | 3                |
| Hrvatska               | 6                |
| Italija                | 1                |
| Japan                  | 10               |
| Kanada                 | 1                |
| Mađarska               | 1                |
| Norveška               | 1                |
| Novi Zeland            | 1                |
| Njemačka               | 1                |
| Poljska                | 1                |
| Portugal               | 3                |
| SAD                    | 1                |
| Slovačka               | 1                |
| Španjolska             | 11               |
| Švedska                | 1                |
| Ujedinjeno Kraljevstvo | 2                |